# Józef Epstein (bankier)
Józef Epstein (ur. 1795 w Warszawie, zm. 15 sierpnia 1876) – bankier warszawski pochodzenia żydowskiego, filantrop.

## Życiorys
Józef był najstarszym synem Jakuba, kupca i filantropa, i Henrietty z Glicksonów, bratem Hermana, Jana i Adama. O jego wczesnych latach i wykształceniu nic nie wiadomo, prawdopodobnie praktykował jak bracia Herman i Jan w różnych bankach niemieckich, będących w posiadaniu kapitału żydowskiego. Karierę bankową zaczął w służbie państwowej Kongresówki, pracując w oddziale bankowym Komisji Przychodów i Skarbu, ówczesnego fiskusa. W roku 1825 objął funkcję doradcy przy Komitecie do Spraw Starozakonnych. W roku 1836 otworzył z poparciem kapitału frankfurckich Rotszyldów własny bank w jednym z pałaców przy ulicy Senatorskiej, który wkrótce stał się jednym z przodujących w Królestwie Polskim.
Był członkiem loży wolnomularskiej Bracia Polacy Zjednoczeni w 1820 roku.
Po śmierci ojca w 1843 Józef przejął po nim opiekę nad warszawskim Szpitalem Starozakonnych i poświęcił pozostałe lata życia rozwojowi tej instytucji, tworząc m.in. oddział wspierania rekonwalescentów. Około 1870 sprzedał swój bank Bankowi Handlowemu i przeniósł się zagranicę, nie wiadomo dokąd.
Został odznaczony Orderem Świętego Stanisława III klasy.
Był dwukrotnie żonaty. Po raz pierwszy z Henriettą Oesterreicher (1799-1821), zaś po raz drugi z Teresą Reginą Oesterreicher. Z pierwszego małżeństwa miał córkę Henriettę (1821-1887). Z drugiego małżeństwa miał synów Leona i Józefa (1834 – 1903), bankiera, żonatego z Konstancją z Janaszów (zm. 1872). Leon przeszedł na katolicyzm i posiada jedno z okazalszych mauzoleów na warszawskich Powązkach (23 wprost), Józef natomiast pozostał do końca życia wiernym wyznawcą religii mojżeszowej.